# Joan de Brandeburg-Ansbach
Joan de Brandeburg-Ansbach (Plassenburg, 9 de gener de 1493 – València, 5 de juliol de 1525) va ser el segon marit de Germana de Foix i fou Virrei de València des de 1523 fins a la seva mort en 1525.
Fill de Frederick I, Margrave de Brandenburg-Ansbach (Marquès de Brandenburg) i de la seva esposa Sofia de Polònia. El 1516 és nomenat Cavaller de l'Orde del Toisó d'Or.
El 17 de juny de 1519 es va casar amb Germana de Foix (1490–1538), segona esposa i vídua del Rei Ferran el Catòlic. El 1523 el net de Ferran el Catòlic, Carles I, el va nomenar Lloctinent del Regne de València mentre que la seva dona seria la virreina, i ostentà al costat del títol de Marquès de Brandenburg, el títol de capità general del regne. El matrimoni no va tenir fills. Després de la seva mort, la seva vídua, Germana de Foix es va tornar a casar amb Ferran d'Aragó, duc de Calàbria.